# 1741
1741 (MDCCXLI) byl rok, který dle gregoriánského kalendáře započal nedělí. Podle juliánského kalendáře začal rok 1741 o 14 dní později. 
Podle islámského kalendáře započal dne 19. března rok 1154. Podle židovského kalendáře se přelomily roky 5501 a 5502. 

## Události
- březen–květen: Bitva o Cartagenu de Indias. Skončila zdrcující porážkou desetinásobně silnějších britských invazních sil, čímž bylo rozhodnuto o zachování španělské koloniální říše v Jižní a pevninské Střední Americe.
- 10. dubna: Bitva u Mollwitz, první větší střetnutí rakouských a pruských vojsk, Prusko vítězí a upevňuje nadvládu nad nedávno dobytým Slezskem
- 22. listopadu: Bitva u Čížové, Francouzi utrpěli ztrátu 300 mužů poté, co je překvapil rychlý útok uherského vojska
- 26. listopad: Ve válkách o rakouské dědictví obsazují Prahu francouzská a bavorská vojska
- 19. prosinec: Karel Albrecht Bavorský je v Praze korunován českým králem
- první písemné zmínky o švédském městě Skutskär
- založení osady dánské osady Ilimanaq v Grónsku a města Ilulissat
- založení města Bethlehem v Pensylvánii
- ve Vídni bylo založeno divadlo Burgtheater
- ve Francii byla založena inženýrská univerzita École nationale supérieure de techniques avancées

### Probíhající události
- 1739–1748 – Válka o Jenkinsovo ucho
- 1740–1748 – Války o rakouské dědictví
- 1741–1742 – Okupace Prahy Francouzi, Bavory a Sasy

### Stavby
- dokončení staveb Kostela Nanebevzetí Panny Marie v Schirgiswalde a Kostela svatého Bartoloměje ve Veselí nad Moravou
- zhotovení Sochy Panny Marie Svatohorské u města Pulice
- postavení Fary v Býčkovicích
- v Litomyšli byl postaven letohrádek Karlov, existující do roku 1904

## Narození
Česko

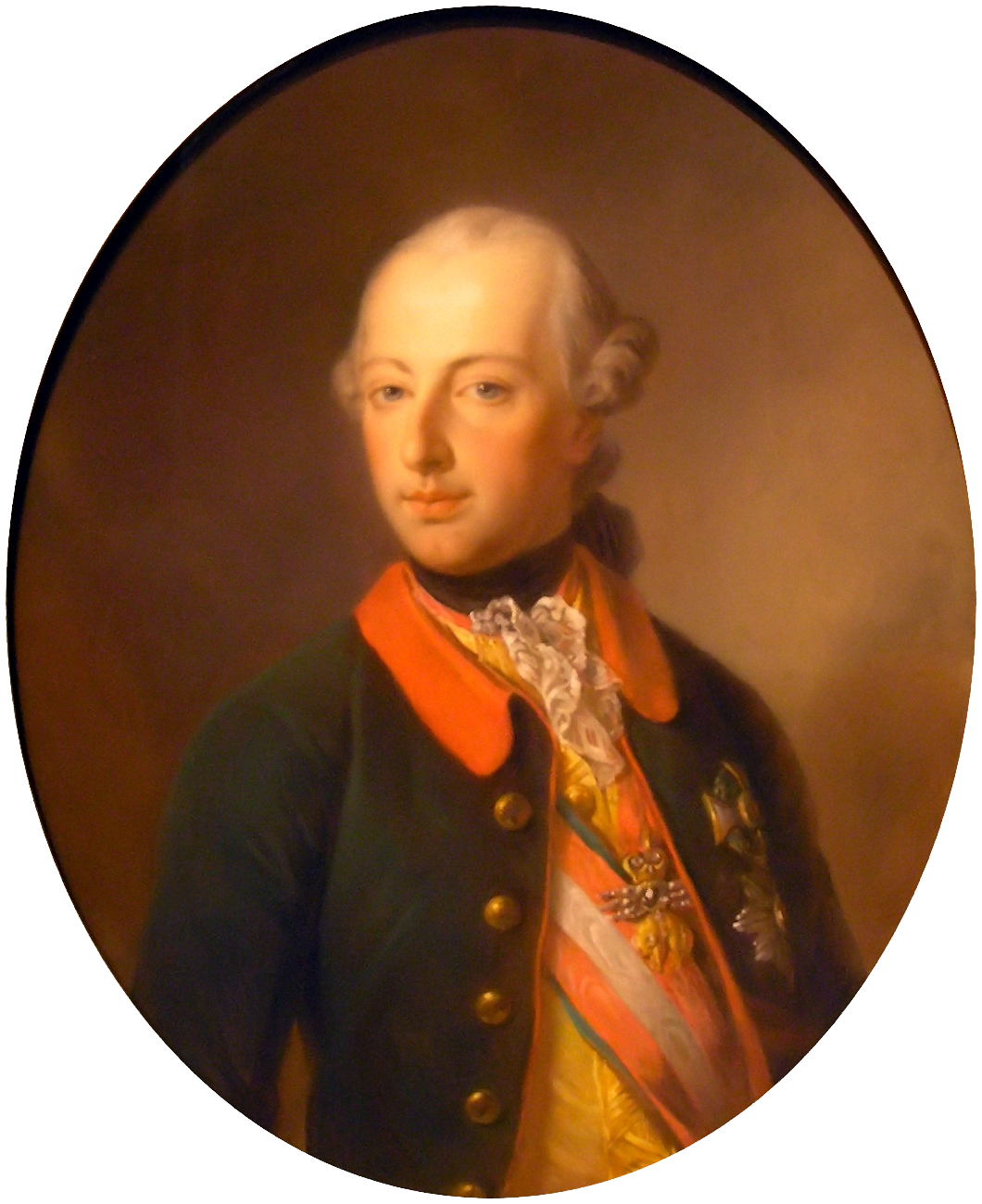
Josef II. (1741–1790)

- 31. ledna – Jan Křtitel Lachenbauer, biskup brněnský († 22. února 1799)
- 6. května – Josef Ignác Buček, osvícenský právník, národohospodář a reformátor († 26. března 1821)
- 28. června – Jan Nepomuk Buquoy, šlechtic, botanik a filantrop († 12. dubna 1803)
- 4. srpna – Filip Kinský, generál a šlechtic († 14. února 1827)
- 25. září – Václav Pichl, skladatel a houslista († 23. ledna 1805)
- 26. října – František Jan Vavák, milčický rychtář a spisovatel († 15. listopadu 1816)
- 6. listopadu – Franz Anton Leonard Herget, matematik a inženýr († 1. října 1800)
- 13. listopadu – Stanislav Vydra, kněz a matematik († 3. prosince 1804)
- ? – Anton Suske, sochař a dřevořezbář († 1809)
- ? – František Jan Vavák, rychtář, spisovatel a kronikář († 15. listopadu 1816)

Svět
- 10. ledna – Alžběta Karolina Hannoverská, vnučka britského krále Jiřího II. († 4. září 1759)
- 14. ledna – Benedict Arnold, generál v době americké revoluce († 14. června 1801)
- 7. února – Henry Fuseli, švýcarský malíř a kritik († 16. dubna 1825)
- 8. února – André Ernest Modeste Grétry, belgický skladatel († 24. září 1813)
- 13. března – Josef II., císař Svaté říše římské († 20. února 1790)
- 20. března – Jean-Antoine Houdon, francouzský sochař († 15. července 1828)
- 5. dubna – Ján Ambrozi, slovenský náboženský spisovatel († 22. ledna 1796)
- 6. dubna – Nicolas Chamfort, francouzský spisovatel, dramatik a řečník († 13. dubna 1794)
- 14. dubna – Momozono, japonský císař († 31. srpna 1761)
- 15. dubna – Charles Willson Peale, americký malíř († 22. února 1827)
- 17. dubna
  - Samuel Chase, americký politik († 19. června 1811)
  - Johann Gottlieb Naumann, německý skladatel a dirigent († 23. října 1801)
- 29. dubna – Lorenzo Caleppi, italský kardinál († 10. ledna 1817)
- 17. května – John Penn, americký politik a právník († 14. září 1788)
- 23. května – Andrea Luchessi, italský hudební skladatel († 21. března 1801)
- 19. června – Jacques de Maleville, francouzský soudce a politik († 22. listopadu 1824)
- 30. června – Ignác Batthyány, uherský hrabě a římskokatolický kněz († 17. února 1798)
- 14. srpna – Momozomo, japonský císař († 31. srpna 1762)
- 22. srpna – Charles Clerke, britský námořní důstojník a objevitel († 22. srpna 1779)
- 23. srpna – Jean-François de La Pérouse, francouzský námořní důstojník a objevitel († 1788)
- 31. srpna – Jean-Paul-Égide Martini, francouzský hudební skladatel († 14. února 1816)
- srpen – Francis Masson, skotský botanik († 23. prosince 1805)
- 22. září – Peter Simon Pallas, německý zoolog a botanik († 8. září 1811)
- 2. října – Augustin Barruel, francouzský jezuita a polemický publicista († 5. října 1820)
- 4. října – Franciszek Karpiński, polský básník († 16. září 1825)
- 8. října
  - José Cadalso, španělský důstojník, dramatik a básník († 27. února 1782)
  - Choderlos de Laclos, francouzský důstojník a spisovatel († 5. září 1803)
- 10. října – Karel II. Meklenbursko-Střelický, německý šlechtic († 6. listopadu 1816)
- 18. října – Choderlos de Laclos, francouzský spisovatel a generál († 5. září 1803)
- 30. října – Angelica Kauffmanová, švýcarská malířka († 5. listopadu 1807)
- 9. listopadu – Alessandro Verri, italský prozaik a básník († 23. září 1816)
- 15. listopadu – Johann Kaspar Lavater, švýcarský spisovatel († 2. ledna 1801)
- 25. prosince – Anton Zimmermann, slovenský varhaník a skladatel († 16. října 1781)
- 31. prosince – Isabela Parmská, první manželka Josefa II. († 27. listopadu 1763)
- ? – Giuseppe Jannaconi, italský skladatel († 16. března 1816)
- ? – Honoré Langlé, francouzský hudební skladatel, teoretik a pedagog († 20. září 1807)

## Úmrtí
Česko

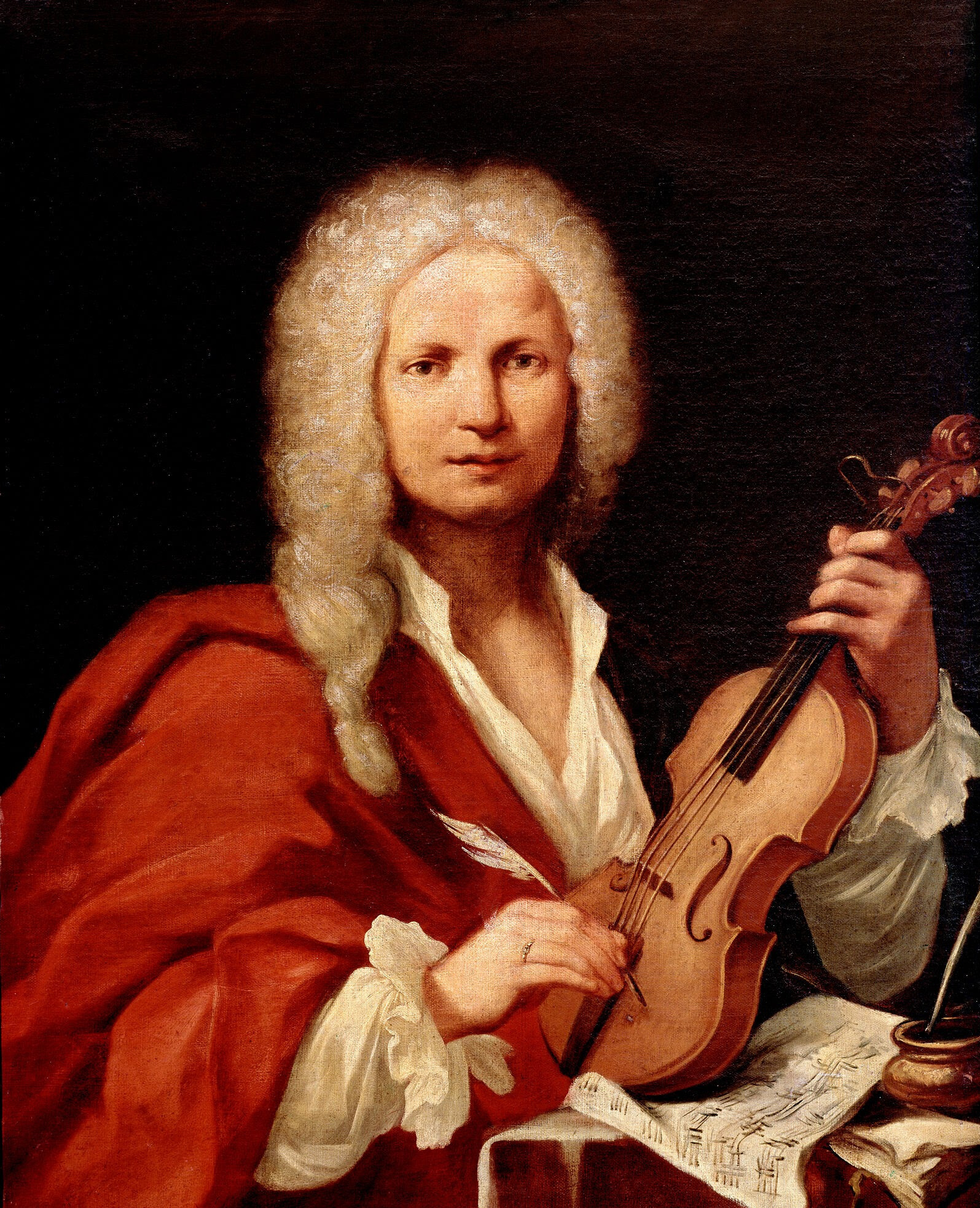
Antonio Vivaldi na portrétu od Françoise Morellona de La Cave

- 26. ledna – Jakub Wachter, český varhaník a hudební skladatel
- 14. června – Kandid Černý, františkán, kazatel a hudebník (* ?)
- 25. června – Gottfried Daniel Wunschwitz, šlechtic z rodu Wunschwitzů, sběratel (* 24. března 1678)
- 26. července – Jakub Maxmilián z Thun-Hohensteinu, šlechtic a biskup (* 23. července 1681)
- 2. srpna – František Ferdinand Oedt, olomoucký kanovník a prelát (* 24. srpna 1673)
- 14. srpna – Christian Lagler, barokní stavitel (* 7. září 1668)
- 12. září – František Ferdinand Kinský, český šlechtic, diplomat a politik (* 1. ledna 1678)
- 14. září – Prokop Lažanský z Bukové, politik a právník († 5. srpna 1804)
- 15. října – Anna Marie Františka Toskánská, česká šlechtična (* 13. června 1672
- ? – Eleonora Amálie ze Schwarzenberka, česká šlechtična (* 20. června 1682)
- ? – František Řehoř Ignác Eckstein, freskař a malíř oltářních obrazů (* 1689)
- ? – Mikuláš Krampoťák, valašský zbojník a zloděj (* ?)

Svět
- 16. ledna – Januš Antonín Wiśniowiecký, polsko-litevský šlechtic (* 14. června 1678)
- 13. února – Johann Joseph Fux, rakouský barokní komponista (* 1659/1660)
- 15. února – Georg Raphael Donner, rakouský sochař (* 24. května 1693)
- 21. února – Jethro Tull (anglický agronom) (* 1674)
- 4. dubna – Viktor Amadeus I. z Carignana, italský šlechtic (* 1. března 1690)
- 10. dubna – Celia Fiennes, anglická spisovatelka a cestovatelka (* 7. června 1662)
- 11. dubna – James Waldegrave, 1. hrabě Waldegrave, britský dvořan a diplomat (* 1684)
- 25. května – Daniel Ernst Jablonský, německý teolog a reformátor, biskup Jednoty Bratrské (* 20. listopadu 1660)
- 14. června – Karolína Hesensko-Rotenburská, německá šlechtična (* 18. srpna 1714)
- 3. července – Alžběta Tereza Lotrinská, lotrinská princezna a sardinská královna (* 15. října 1711)
- 28. července – Antonio Vivaldi, italský skladatel, houslista, dirigent (* 4. března 1678)
- 30. července – Wirich Daun, rakouský císařský polní maršál (* 19. října 1669)
- 25. srpna – Siméon Garangeau, francouzský stavitel vojenských objektů (* 1647)
- 26. srpna – Marie Alžběta Habsburská, místodržící Nizozemí, dcera Leopolda I. (* 13. prosince 1680)
- 7. září – admirál Blas de Lezo, španělský šlechtic, námořník a vojevůdce (* 3. února 1689)
- 9. října – Domenico Lalli, italský básník a operní libretista (* 27. března 1679)
- 24. listopadu – Ulrika Eleonora Švédská, švédská královna (* 23. ledna 1688)
- 19. prosince – Vitus Jonassen Bering, ruský mořeplavec a objevitel dánského původu (* srpen 1681)
- 21. prosince – Bernard de Montfaucon, francouzský benediktínský mnich (* 21. prosince 1655)
- ? – Carlo Francesco Cesarini, italský hudební skladatel a houslista (* 1666)
- ? – Anna Maria Stradová, italská sopranistka (* 1719)

## Hlavy států
- Francie – Ludvík XV. (1715–1774)

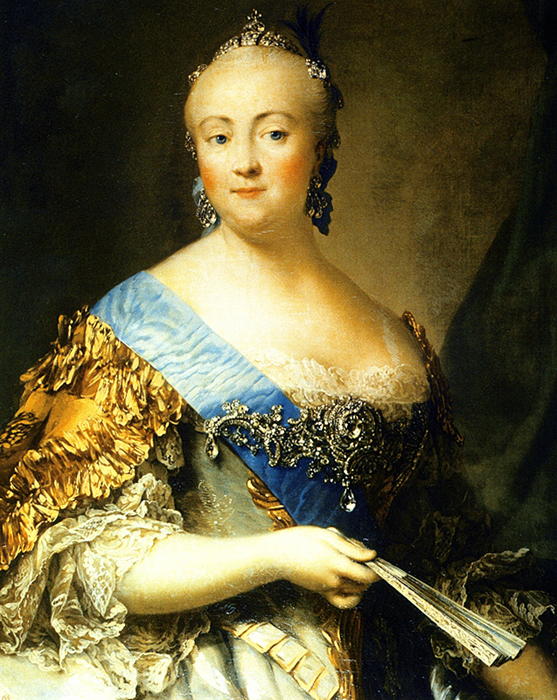
Ruskou carevnou se stala Alžběta Petrovna

- Habsburská monarchie – Marie Terezie (1740–1780)
- Osmanská říše – Mahmud I. (1730–1754)
- Polsko – August III. (1734–1763)
- Portugalsko – Jan V. (1706–1750)
- Prusko – Fridrich II. (1740–1786)
- Rusko – Ivan VI. (1740–1741) / Alžběta Petrovna (1741–1762)
- Španělsko – Filip V. (1724–1746)
- Švédsko – Frederik I. (1720–1751)
- Velká Británie – Jiří II. (1727–1760)
- Papež – Benedikt XIV. (1740–1758)
- Japonsko – Sakuramači (1735–1747)
- Perská říše – Nádir Šáh